# 吉野恵子
吉野 恵子（よしの けいこ）は、日本のイラストレーター、原画家。
『催眠術2』をはじめ、催眠もののアダルトゲームの原画を手掛けていることで知られている。

## 参加作品

### アダルトゲーム原画
- confession 〜初めての告白〜（2002年、原画）
- ホームメイド -Homemaid-（2004年、追加原画）
- すくみず2 〜泳・げ・な・い〜（2005年、追加原画）
- みにきす 〜つよきすファンディスク〜（2006年、追加原画）
- 催眠術2（2007年、原画[2]）
- つよきす Full Edition（2011年、原画）
- おとたま 〜ぼくたちガールズバンドです〜（2012年、原画）
- 堕ちていく若妻 麻衣子 ～アナタごめんなさい。私…ハメられたの…～（2012年、原画）
- 大催眠（2013年、原画）
- 催眠術3（2013年、原画）
- ペロペロサイミン 裸王伝 ～潤愛の章～（2013年、原画）
- SEXティーチャー剛史 ～純情乙女が濡らしちゃう秘密の性感授業～（2013年、原画）
- いれかわ お姉ちゃん、ぼくの身体でオナニーしちゃうの!?（2014年、原画）
- Lord of Walkure ～the adventure～（2014年、原画）
- 堕ちていく新妻 ～ごめんなさいアナタ…私もう……でも、愛してる～（2015年、原画）
- WIZARD LINKS（2016年、原画）
- 催眠術4（2019年、原画）
- 催眠奪女 〜全てが僕の自由になる世界へようこそ～ 朝霧架純編（2020年、原画[1]）
- 催眠奪女3 ～全てが僕の自由になる世界へようこそ～ 栗原静琉編（2022年、原画[3]）
- 搾精病棟 ～邪悪なるお局ナースが潜む病院で調教生活～（2022年、原画）
- 搾精病棟 ～凶悪なる看護師長が支配する病院の深淵へ潜入捜査～（2022年、原画[4]）
- エロキャス! ～実況! 淫乱保健医～（2022年、原画[5]）
- エロキャス! 〜パパ活ギャルの罠〜（2022年、原画[6]）
- 淫獄の放課後（2023年、原画[7]）
- エロキャス! 〜学級委員の隠れた性癖〜（2023年、原画[8]）
- 催眠奪女4 ～全てが僕の自由になる世界へようこそ～ 天王寺歌恋編（2023年、原画）
- 僕色に染まる叔母（2023年、原画）
- 侵蝕（2023年、原画）[9]
- 淫魔淫姦 ～触手と合体して思い通りにやり返す～（2024年、原画[10]）
- キョウセイ支配（2024年、原画[11]）

### アダルト小説挿画
- 擬態催眠 擬態編 （2010年5月1日発売、著：雑賀匡、監修：BLACKRAINBOW、パラダイムノベルス）
- 擬態催眠 催眠編 （2010年6月21日発売、著：雑賀匡、監修：BLACKRAINBOW、パラダイムノベルス）

### その他
- 岩手県花巻産ひとめぼれ特別パッケージキャラクター「艶々」